# Гогетта

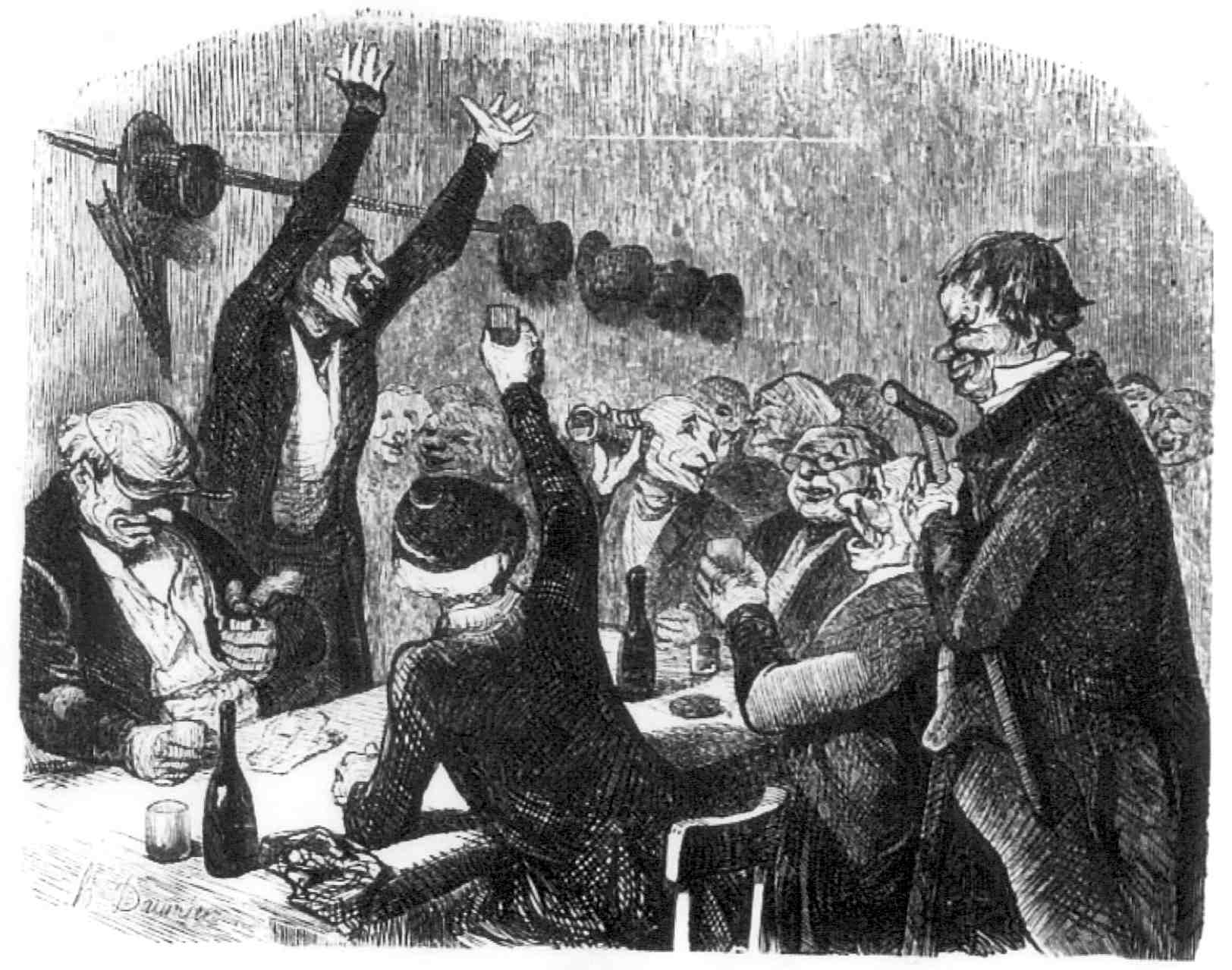
О. Домье, Бельвильская пирушка-гогетта, 1845 г.

Гоге́тта (фр. une goguette) — во Франции традиционно-праздничное собрание певцов и поэтов в форме пирушки, своеобразный народно-хоровой кружок с застольем до 20 человек. Их огромная популярность зачастую выливалась в уличные шествия и карнавалы и доставляла беспокойство полицейским чиновникам.

## XIX век

### Надзор со стороны государства
В 1820 году вышел циркуляр парижского префекта полиции д’Англе (фр. Jules Anglès) о наблюдении за собраниями певцов, прозванных гогеттами. В ответ на это Беранже сочинил стих о «Злонамеренных песнях»:

Ну можно ли без гнева

Внимать словам припева,

Таким словам, как «ой жги, жги»,

Таким словам, как «говори»,

И «ай-люли», и «раз, два, три»?!

Ведь это всё враги!..

### Революционные поэты
Гогетта на одной из парижских улиц упоминается в книге литературоведа Юрия Данилина (1897—1985):

Гогетта, которую особенно часто посещал Потье, находилась на улице Басс-дю-Рампар. Завсегдатаями её были Пьер Дюпон, Пьер Лашамбоди, Гюстав Матьё, Шарль Жилль — все будущие поэты революции 1848 года.